# 鲁道夫·迈斯特

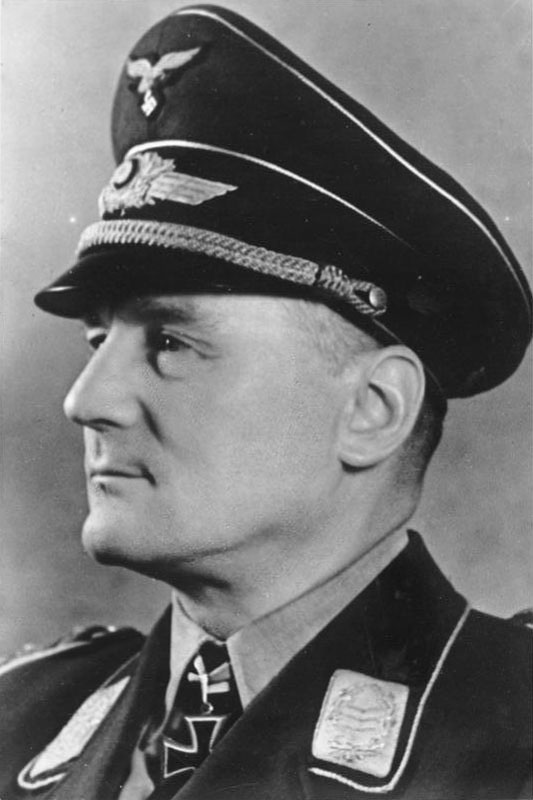
鲁道夫·迈斯特

鲁道夫·迈斯特（Rudolf Meister，1897年8月1日—1958年9月11日）是第二次世界大战时期的一位納粹德國空軍将领（航空兵上将），曾指挥第4航空军，並获颁騎士鐵十字勳章。1945年5月，迈斯特向美军投降，之后一直被关押到1948年。